# Kelvin Kiptum
Pour les articles homonymes, voir Kiptum.
Kelvin Kiptum, né le 2 décembre 1999 à Eldoret et mort le 11 février 2024 à Kaptagat, est un athlète kényan, spécialiste des courses de fond. Il détient le record du monde du marathon en 2 h 0 min 35 s.

## Biographie

### Débuts
En 2019, Kelvin Kiptum remporte à 19 ans le Semi-marathon du Lion, épreuve de semi-marathon disputée entre les villes de Belfort et de Montbéliard, et se classe par ailleurs deuxième de l'épreuve de 10 kilomètres de la Singelloop Utrecht. L'année suivante, il termine 6e du Semi-marathon de Valence et porte son record personnel à 58 min 42 s. En 2021, il s'impose sur le semi-marathon de la Route du Louvre à Lens, dans le temps de 59 min 35 s.

### Ses deux premiers marathons sous les 2 h 2 min
Le 4 décembre 2022, alors qu'il dispute le premier marathon de sa carrière, à tout juste 23 ans, Kelvin Kiptum remporte le Marathon de Valence dans le temps de 2 h 1 min 53 s, devenant le troisième athlète après son compatriote Eliud Kipchoge et l'Éthiopien Kenenisa Bekele à franchir la barrière des 2 h 2 min sur marathon,.
Le 23 avril 2023, pour sa deuxième expérience sur la distance, il remporte le Marathon de Londres en établissant la deuxième meilleure performance de tous les temps en 2 h 1 min 25 s, échouant à 16 secondes seulement du record du monde d'Eliud Kipchoge. Kiptum franchit la mi-course en 1 h 1 min 40 s et réalise une deuxième partie de parcours en 59 min 45 s, soit une portion effectuée plus rapidement que Kipchoge lors de son record du monde en 2022.

### Record du monde du marathon

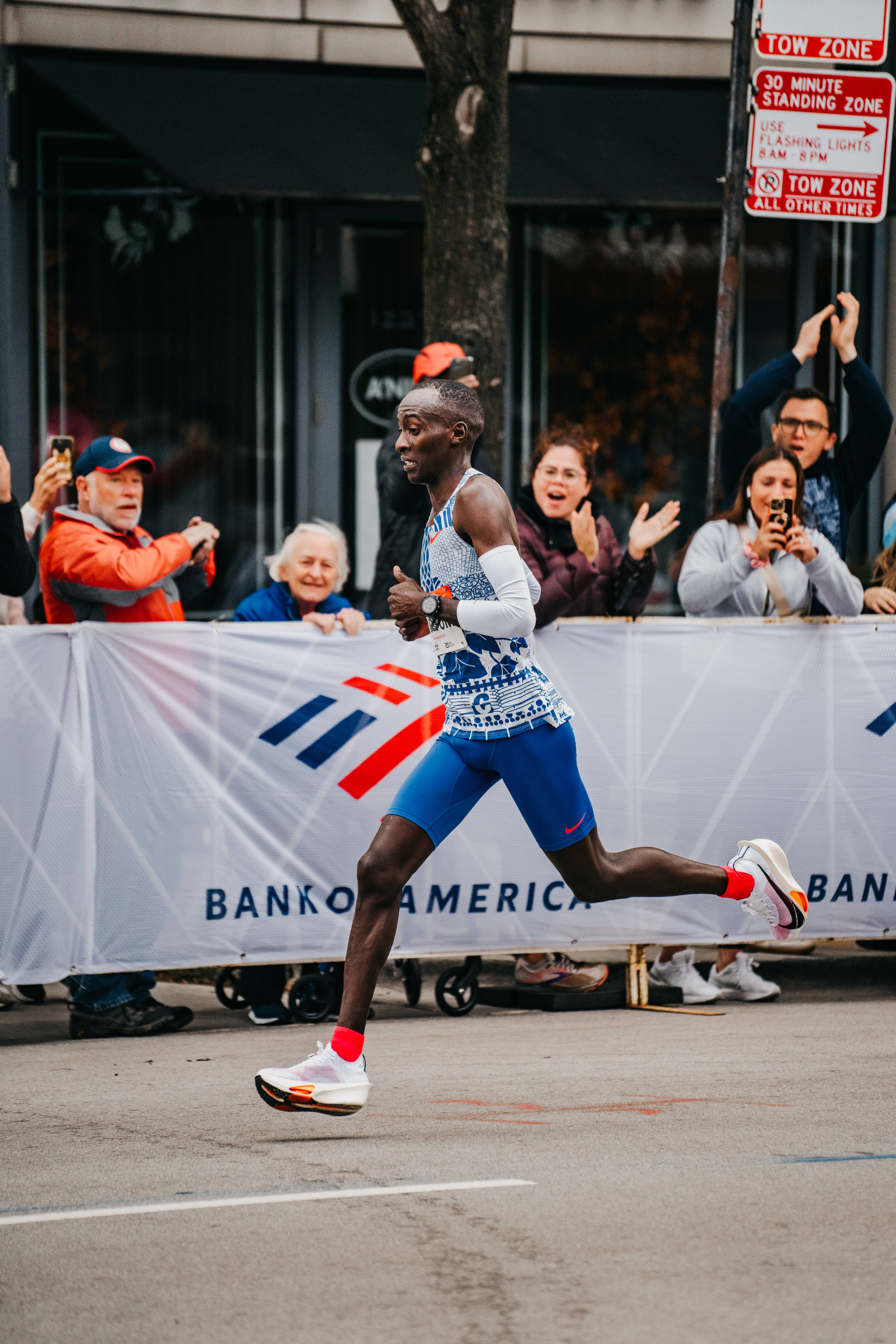
Kelvin Kiptum lors de son record du monde du marathon à Chicago le 8 octobre 2023.

Le 8 octobre 2023 au cours du marathon de Chicago, Kelvin Kiptum devient le premier athlète à franchir la barrière des 2 h 1 min sur marathon en s'imposant dans le temps de 2 h 0 min 35 s, soit une amélioration de 34 secondes du record du monde d'Eliud Kipchoge établi un an plus tôt à Berlin. Il atteint le 15e kilomètre en 43 min 9 s, la mi-course en 1 h 0 min 48 s, le 25e kilomètre en 1 h 12 min 4 s, le 30e kilomètre en 1 h 26 min 31 s et le 35e kilomètre en 1 h 40 min 22 s, achevant la course à 20,995 km/h.
Le 11 décembre 2023, il reçoit de la part de World Athletics le trophée de l'athlète masculin de l'année 2023 dans la catégorie hors-stade.

### Mort
Kelvin Kiptum meurt le 11 février 2024 à l'âge de 24 ans dans un accident de voiture près de Kaptagat. Il était le conducteur du véhicule et transportait deux autres personnes dans la voiture. Il a perdu le contrôle du véhicule. Après la sortie de route, le véhicule continue son déplacement sur 60 mètres jusqu'à un gros arbre. Le choc détruit le pare-brise et le toit du véhicule.
Son entraîneur, le Rwandais Gervais Hakizimana (en), meurt aussi dans l’accident,. Il est enterré dans sa ferme de Naiberi après une cérémonie funéraire à Chepkorio, le 23 février 2024.

## Palmarès
| Date | Compétition         | Lieu    | Résultat | Performance    |
| ---- | ------------------- | ------- | -------- | -------------- |
| 2022 | Marathon de Valence | Valence | 1er      | 2 h 1 min 53 s |
| 2023 | Marathon de Londres | Londres | 1er      | 2 h 1 min 25 s |
| 2023 | Marathon de Chicago | Chicago | 1er      | 2 h 0 min 35 s |

## Records
| Épreuve       | Performance    | Lieu    | Date            |
| ------------- | -------------- | ------- | --------------- |
| 10 kilomètres | 28 min 17 s    | Utrecht | 6 octobre 2019  |
| Semi-marathon | 58 min 42 s    | Valence | 6 décembre 2020 |
| Marathon      | 2 h 0 min 35 s | Chicago | 8 octobre 2023  |

## Distinctions
- Trophée World Athletics de l'athlète de l'année de l'année 2023 dans la catégorie hors-stade